# Manon Genêt
Pour les articles homonymes, voir Genêt.
Ne doit pas être confondu avec Manon Genest.
Manon Genêt née le 26 juin 1989 à La Rochelle en France est une triathlète professionnelle française, vainqueur sur triathlon Ironman 70.3 et championne de France sur longue distance.

## Biographie

### Jeunesse
Manon Genêt commence par la pratique de la gymnastique pendant une dizaine d'années ou elle se forge dès son plus jeune âge à cette pratique qui lui impose une rigueur d'entraînement. À l'age de 12 ans, elle pratique régulièrement une douzaine d'heures d’entraînement par semaine. Elle fait des études littéraires et commerciales avant de s'adonner complètement aux pratiques sportives.
Fille de parents marathoniens pratiquant l'ultrafond, elle commence naturellement la course à pied à l'âge de 16 ans. Elle pratique le vélo de manière pratique et ludique et entame la natation plus tardivement, lors d'une période aux États-Unis ou elle séjourne pour des besoins de perfectionnement linguistique et professionnel. Ces pratiques l’emmènent naturellement vers la pratique du triathlon en 2013. En 2017 après quatre années dans les rangs amateurs, elle décide de devenir professionnelle dans ce sport.

### Carrière en triathlon
Dès ses débuts comme professionnelle, Manon Genêt s'engage sur le circuit longue distance et se fixe comme objectif de se qualifier pour le championnat du monde d'Ironman à Kailua-Kona, elle prend la 17e place de l'Ironman Afrique du Sud en 9 h 50 min 32 s au sein d'un plateau féminin extrêmement relevé.
En 2018, elle continue sa progression et remporte au mois de mai l'Ironman 70.3 Pays d'Aix. Dans des conditions climatiques hors normes, elle prend le contrôle de la course et passe la ligne d'arrivée en vainqueur. Elle monte en juin sur la troisième marche du podium de l'Ironman France après une partie vélo où elle maîtrise ses adversaires au 60e kilomètre pour prendre la tête et arriver à la seconde transition poursuivie seulement par la Britannique Corinne Abraham, auteure d'une remontée à vélo remarquable qui en  5 h 3 min 45 s bat le record détenu depuis 2016 par la Belge Tine Deckers. Sortie en seconde position de la transition, elle ne peut rattraper la Britannique qui finit avec une large avance sur ses poursuivantes. Elle mène la lutte pour la seconde place contre Carrie Lester tenante du titre, mais cède à l’issue du premier semi-marathon et prend la troisième place de la compétition internationale.
En septembre de la même année, elle remporte la première édition de l'Ironman 70.3 de Nice. Elle construit sa victoire sur la partie vélo et gère la course à pied avec maîtrise, ne permettant pas à ses poursuivantes de reprendre du temps sur les écarts créés lors de la partie cycliste. Elle se qualifie par cette victoire pour les championnats du monde 2019 qui se tiennent dans la même ville. A 29 ans, elle est qualifiée et participe pour la première fois au championnat du monde d'Ironman à Kona en octobre 2018, qu'elle termine à la 31e place du classement féminin professionnel.
En 2019, elle réussit à prendre place sur deux podiums Ironman et Ironman 70.3, au Pays de Galles et à Vichy. Au mois de septembre, elle prend la 8e place des championnats du monde d'Ironman 70.3 qui se déroule à Nice.
En 2021, elle monte sur la seconde marche des championnats du monde de triathlon longue distance, l'épreuve se déroule sur distance ironman lors du Challenge Almere aux Pays-Bas.

## Palmarès
Le tableau présente les résultats les plus significatifs (podium) obtenus sur le circuit international de triathlon depuis 2016,.
| Année | Compétition                                         | Pays           | Position           | Temps           |
| ----- | --------------------------------------------------- | -------------- | ------------------ | --------------- |
| 2022  | Ironman Hambourg                                    | Allemagne      | Médaille de bronze | 8 h 52 min 2 s  |
| 2021  | Championnats de France de triathlon longue distance | France         | Médaille d'or      | 4 h 37 min 52 s |
| 2021  | Championnats du monde de triathlon longue distance  | Pays-Bas       | Médaille d'argent  | 8 h 34 min 22 s |
| 2019  | Ironman Pays de Galles                              | Pays de Galles | Médaille d'argent  | 9 h 52 min 28 s |
| 2019  | Ironman 70.3 Vichy                                  | France         | Médaille de bronze | 4 h 28 min 19 s |
| 2018  | Ironman 70.3 Nice                                   | France         | Médaille d'or      | 4 h 46 min 29 s |
| 2018  | Ironman 70.3 Pays d'Aix                             | France         | Médaille d'or      | 4 h 24 min 22 s |
| 2018  | Ironman France                                      | France         | Médaille de bronze | 9 h 32 min 34 s |
| 2017  | Ironman Langkawi                                    | Malaisie       | Médaille de bronze | 9 h 36 min 13 s |
| 2017  | Natureman                                           | France         | Médaille d'or      | 4 h 48 min 18 s |
| 2016  | Championnats de France de triathlon longue distance | France         | Médaille d'argent  | 5 h 55 min 44 s |